# المناحي (العدين)

تعديل مصدري - تعديل

المناحي محلة تابعة لقرية ثعوب، التابعة لعزلة خباز بمديرية العدين إحدى مديريات محافظة إب في الجمهورية اليمنية.، بلغ تعداد سكانها 86 حسب تعداد اليمن لعام 2004.